# المنظمة الأردنية لمكافحة التهاب السحايا
المنظمة الأردنية لمكافحة السحايا، منظمة غير حكومية غير ربحية تأسست عام 1995 في عمان-الأردن.تعنى بعلاج المرضى المصابين بالتهاب السحايا في الأردن. تاسست على يد الرسامة سناء المصري، والتي فقدت ابنتها سراب في السابعة عشرة من عمرها بسبب التهاب السحايا. وقد كرست جهودها بالتعاون مع المتطوعين وأعضاء الجمعية والأطباء والأخصائيين وغيرهم في القضاء على هذا المرض.

## أهداف الجمعية

### السيطرة ومكافحة مرضالسحايا
من أولى اهتمامات الجمعية الحد من انتشار مرض السحايا بشتى الوسائل المختلفة.

### التوعية
من خلال عقد المحاضرات والندوات من قبل أطباء متخصصين في الأردن وتوزيع النشرات والمطويات المجانية حول التهاب السحايا.

### التطعيم
يعد أخذ اللقاح الوسيلة الوحيدة المتوفرة للحد من انتشار التهاب السحايا بسبب البكتيريا المستدمية النزلية (HIB). وإلى الآن لا يوجد لقاح ضد جميع سلالات البكتيريا التي تؤدي إلى السحايا. لكن الأبحاث القائمة في العديد من الدول أشارت إلى أن اللقاحات الموجودة ضد البكتيريا الأكثر انتشاراً(HIB) تعد الوسيلة المضمونة للحد من انتشار المرض. وهناك أكثر من 40 دولة قامت بإدخال لقاح البكتيريا المستدمية النزلية(HIB) ضمن برنامجها الوطني للتطعيم.
وفي شهر أكتوبر عام 1998 تلقت الجمعية منحة مقدمة من سفارة اليابان في الأردن لشراء لقاح السحايا (HIB). وقد تم اتخاذ خطوات لإنشاء مشروع تجريبي في شرق عمان لتطعيم الأطفال المصابين مع خطط للتوسع في المناطق الريفية المجاورة، ويهدف المشروع لحماية ما يقارب 10000 طفل مصاب.

### الأبحاث
تدعم الجمعية الأبحاث والدراسات التي تساعد على الحد من انتشار التهاب السحايا.

### رعاية المرضى المصابين بإعاقات ناتجة عن التهاب السحايا
- تقديم مساعدات مالية لذوي الدخل المحدود
- تسهيل وصول الأجهزة المساعدة والأدوية للمرضى المصابين
- ضمان وصول الخدمات المتخصصة لمصابي التهاب السحايا، سواء أكان من خلال المؤسسات المختلفة أو من خلال المجتمعات المحلية
- تقديم فرص تعليمية وتدريبية للناجين من السحايا

### إعادة التأهيل
ساعدت الجمعية الأردنية لمكافحة السحايا الأطفال المصابين التي تعد حالتهم ميؤوس منها على تحسين حالتهم الجسدية من خلال تلقي رعاية متخصصة بإشراف أخصائي علاج طبيعي بالإضافة للأجهزة المتخصصة (التي تبرعت بها سفارة دولة اليابان)، وبالتالي تحسين حركة الأطفال وتنقلهم.
ويعمل برنامج إعادة التأهيل أربعة أيام خلال الأسبوع بإشراف طبيب أطفال ،ومعالج طبيعي، ومساعد تربية خاصة، وأخصائي اجتماعي.
كما توفر الجمعية زيارات ميدانية لمنازل المصابين الذين يصعب نقلهم للمركز، وبالتعاون مع كل من المعالج الفيزيائي والأخصائي الاجتماعي يتم الإشراف على الحالة الصحية، والاجتماعية، والاقتصادية للأطفال وعائلاتهم المحيطة بهم.